# Maximianus notatus
Maximianus notatus är en insektsart som beskrevs av William Lucas Distant 1918. Maximianus notatus ingår i släktet Maximianus och familjen dvärgstritar. Inga underarter finns listade i Catalogue of Life.